# گریه شهر
گریه شهر (انگلیسی: Cry of the City) فیلمی در ژانر جنایی، درام و نوآر به کارگردانی رابرت سیودماک است که در سال ۱۹۴۸ منتشر شد.

## خلاصه فیلم
"کاندلا" گروهبان نیروی پلیس و دوست قدیمی خانواده "رم" است. او در پرونده "مارتین رم" که پلیسی را به قتل رسانده بر روی لبه تیغ راه می‌رود و...